# Народна библиотека Ариље
Народна библиотека „Добрило Ненадић” Ариље, смештена је у самом срцу града и један је од водећих стубова културе овог места. На површини од 160 m² библиотека има око 56.000 књига.

## Историја
Према подацима, прво оглашавање ариљске читаонице било је крајем 19. века, након проглашења Ариља за варошицу. у Ариље су пристизали многи писци који су књиге остављали као поклон цркви, па се може рећи да су прве библиотеке у Ариљу биле манастирске. Године 1880. године, Ариље и даље нема читаоницу. У то време, израстало је у лепу варошицу којом су многи посетиоци били импресионирани. Читалаца је било али читаоница још увек не. Године 1895. најзад се оснива читаоница. Није била дугог века јер су 1899. године сва радничка друштва и организације забрањени, када је у Србији уведено ванредно стање и након атентата на краља Милана. На почетку 20. века у Србији се поново оснивају радничке читаонице. Овога пута су захтеви за њихов опстанак били доста јачи и енергичнији.
Једини поуздани податак када је опет основана ариљска књижница је из Илустрованог алманаха, где се у рубрици Преглед народних књижница и читаоница 1929/30. године, наилази на податак да у ариљском срезу ради библиотека. Дакле, Народна библиотека у Ариљу основана је 1929. године. Из каснијих извора се види да постоје три библиотеке у ариљском срезу, што је веома значајан податак ако се узме у обзир да неки срезови, попут травничког и моравичког, немају ни једну народну књижницу и читаоницу.
У ариљском срезу, постоје народне књижнице на следећим местима: 
- Ариље – са 38 чланова и 54 књиге
- село Добраче – са 53 члана и 202 књиге
- село Крушчица – са 136 књига.

 У свескама већег формата, називаним инвентарима књига, налази се попис књига које су се могле наћи у ариљској библиотеци. Неке од њих су биле:
- Беноа, Атлантида. Превео Предраг Каралић
- Дима, Три мускетара (две књиге)
- Јанковић Милица, Смрти и живот
- Караџић Вук: Српске народне песме
- Станојевић С. – Историја Срба, Хрвата и Словенаца
- Толстој Лав, Јеванђеље. Превео Јован Максимовић
- Недељковић М. – Споменак (илустрована читанка за школску омладину и народ)
- Паја, Каја и бата Мата
- Ружичасте књиге за младеж у 18 свезака
- Чика Томина колиба.

Ратни период је био врло нестабилан за рад библиотеке, па је она радила у периодима. Народна библиотека у Ариљу, према расположивој документацији, поново је почела са радом у априлу 1945. а у марту су постојале три читаонице и књижнице у оближњим местима које се придружују ариљској библиотеци. Зграда библиотеке била је смештена у згради у којој је 1941. године заседао народноослободилачки одбор. Само седиште библиотеке, кроз историју, неколико пута је мењано. Рад библиотеке се обављао са повременим дежурствима ариљских учитеља. Грађани су користили књиге и осећала се потреба за још већом набавком нових књига. У другој послератној години, рад у градској библиотеци поверен је омладинској активисткињи Драгици Ђорђевић, која се библиотеком и њеном грађом бавила три пута седмично.
Неколико година касније, библиотека улази у састав Дома културе. Тада настају проблеми са простором. Године 1964. библиотека, која је смештена у просторијама Дома културе, имала је око 600 чланова, 5.000 књига, а од 1960. није набављала нове књиге. 
Дуго времена била је библиотека у саставу, најпре у близини власти, при Одбору, а затим у саставу Дома културе. То ју је умногоме спутавало у стручном уређењу, у организацији одељења, у књижном фонду.
Закон о библиотечкој делатности из 1994. године утврдио је да свака општина треба да има своју библиотеку. На крају 2000. године Народна библиотека у Ариљу има 25.486 књига, претежно белетристике. Ради у две зграде и има три библиотечка радника. Корисници библиотечког фонда су претежно ученици основних и средњих школа, студенти и остали грађани.
На седници, која је одржана 6. октобра 1998. године, донета је одлука у којој је наведен попис послова којима ће се бавити библиотека: прикупљање, чување, обрада, коришћење књига и новина, часописа, музичких дела, разних списа, музичких слика и цртежа, плакета, огласа, видео и филмских записа.
Имовину библиотеке чини фонд од 26.000 књига прикупљан, обрађиван и чуван много година. За вршиоца дужности, управника библиотеке, именован је Љубивоје Јовановић. Предложена је зграда која се налази преко пута улаза у порту цркве Светог Ахилија.

## Одељења библиотеке
Библиотека данас представља једног од главних носиоца културе и колевку историје Ариља.

### Позајмно одељење за одрасле кориснике
Одељење данас обухвата око 20.000 књига домаће и стране књижевности, претежно белетристике. Корисницима су на услузи каталог аутора као и електронски каталог, а књиге су у слободном приступу. Ово одељење садржи и читаоницу за дневну штампу са 12 читалачких места у оквиру које корисници могу да прегледају најпопуларније дневне листове као што су “Политика”, “Вечерње новости” и слично.

### Дечије одељење
Књижни фонд дечијег одељења окупља дечију белетристику, лектире за основну и средњу школу, као и разне дечије енциклопедије и сликовнице. У оквиру овог одељења постоји и читаоница са 8 читалачких места, па су најмлађи корисници у могућности да прелистају часописе попут “Витеза”, “Политикиног забавника” и слично.

### Стручно и завичајно одељење
Литературу која се налази у овом одељењу корисници могу да користе искључиво у библиотеци. Колекција има мање од 10.000 књига. Читаоница овог одељења има 8 читалачких места која су на располагању члановима библиотеке који се одлуче за рад са стручном литературом. Ово одељење нуди услуге коришћења интернета што умногоме помаже студентима и средњошколцима. Завичајно одељење садржи дела најеминентнијих писаца овог краја од којих је јавности најбитнији Добрило Ненадић. Од завичајне периодике заступљени су: “Ариљски хоризонти” , “Међај”, “Вести”, “Свитак”...

## Манифестације
Народна библиотека организује мноштво манифестација. Организује сусрете са књижевним ствараоцима, промоције књига, предавања, трибине, литерарне конкурсе за ученике средњих и основних школа, изложбе, организује позоришне и биоскопске представе. Организовала је многе књижевне сусрете чији су гости били Добрило Ненадић, Добрица Ерић, Марко Видојковић, Ева Рас, Љубомир Симовић и многи други. Такође организује Добрилове дане, Смотру ликовног стваралашта аматера Златиборског округа, Ликовну колонију и Општинску смотру рецитатора.

### Мајски дани културе
Можда једна од најбитнијих манифестација у организацији Народне библиотеке. Одржава се последње недеље маја, за време прославе градске славе, 28. маја у просторијама Градске галерије, Соколског дома, као и на отвореном, у центру града. Организују се многи ликовни, књижевни, позоришни, музички програми, филмске пројекције и слично. Ова манифестација се одржава у сусрет обележавања дана града. Народна библиотека настоји да публици понуди разноврсне и занимљиве садржаје током трајања манифестације.

## Електронски каталог
Библиотека је однедавно укључена у систем узајамне каталогизације базиран на COBISS платформи, који обједињује локалне каталоге више од 150 библиотека у Србији у један узајамни електронски каталог COBIB.RS.

## Издавачка делатност
У оквиру поменуте делатности, Народна библиотека сваке године издаје или помаже издавање неколико публикација годишње. Некада је издавала локални лист „Ариљски хоризонти”. Лист је излазио до маја 2009. године и до тада је објављено 89 бројева. Од јуна 2009. до 2015. издавала је „Билтен општине Ариље”.
Нека од издања „Ариљских хоризоната”
- Прво издање Хоризоната (репринт)
- Прво обновљено издање Хоризоната

## Градска галерија и Соколски дом
Градска галерија представља једну од најстаријих сачуваних зграда из 19. века у читавом ужичком крају. Саграђена је 1836. године недалеко од цркве. Тада је зграда служила као основна школа. По завршетку Другог светског рата, школа је претворена у стамбени објекат. Након тога ју је општина доделила Туристичком савезу Србије, а нешто касније је зграду користио и Завод за заштиту споменика Србије који ју је од темеља обновио између 1994. и 1995. године. Зграда је 1997. претворена у Градску галерију. Саставни је део Народне библиотеке и у њој је до данас одржано много изложби истакнутих ликовних уметника.
Зграда Соколског дома налази се недалеко од саме зграде библиотеке и галерије. Ту се налази ариљски биоскоп који постоји и ради више од 50 година. У сали биоскопа се, поред многих филмских пројекција, одржавају и разне представе, често и књижевне вечери, саветовања, прославе, разне академије и фолклорни наступи.

## Галерија
- Градска галерија (Зграда старе школе изграђене 1836. године)
- Градска галерија унутра